# Vidigulfo
Vidigulfo (Vidigülf in dialetto pavese) è un comune italiano di 6 783 abitanti della provincia di Pavia in Lombardia. Si trova nel Pavese nordorientale, nella pianura tra l'Olona e il Lambro Meridionale.

## Storia
Noto fin dall'VIII secolo, appare come Vicus Lodulfi (poi Vigudulfum), probabilmente da un antico proprietario longobardo di nome Lodulfo. Fu sede di un'antica pieve della Diocesi di Pavia. Vidigulfo era in parte signoria di Bernardo, conte di Pavia, che ne fece dono alla chiesa della Santissima Trinità di Pavia; la restante parte pervenne ai Mantegazza che l'assoggettarono all'abbazia di Campomorto e ai Landriani (signori di Landriano), che furono investiti del feudo di Vidigulfo nel 1329 dall'imperatore Ludovico il Bavaro per i servigi resi e per la fedeltà verso l'imperatore. 
In età comunale, Vidigulfo e il suo castello furono coinvolti nelle dispute tra le città di Pavia e Milano.
I Landriani mantennero il feudo fino all'abolizione del feudalesimo. Nel 1396 Gian Galeazzo Visconti concesse alla Certosa di Pavia molti fondi agricoli a Vidigulfo.
Vidigulfo apparteneva al Vicariato di Binasco, territorio milanese, che nel 1786 fu aggregato alla provincia di Pavia (cui rimase anche quando, nel 1859, Binasco tornò a Milano). Nel 1842 al comune di Vidigulfo fu unito il soppresso comune di Pontelungo, e nel 1872 vennero aggregati anche i comuni di Cavagnera, Mandrino e Vairano Pavese.
- Ponte Lungo apparteneva anch'esso al vicariato milanese di Binasco; nel XVIII secolo non aveva feudatari. Fu unito a Vidigulfo nel 1842.
- Cavagnera, nota fin dal XII secolo, era feudo dal XVI secolo dei Taverna, conti di Landriano. Nel 1872 il comune è soppresso e unito a Vidigulfo.
- Mandrino compare nel 1191 nel diploma con cui l'imperatore Enrico VI stabilisce la giurisdizione di Pavia. Successivamente però fu incluso nel Vicariato di Binasco; nel XVIII secolo era feudo dei Maggi di Cremona. Nel 1872 il comune è soppresso e unito a Vidigulfo.
- Vairano, noto fin dal XII secolo, fece parte del feudo di Landriano e nel 1688 fu acquistato dai Taverna, conti di Landriano. Nel XVIII secolo a Vairano (che faceva parte del vicariato di Binasco) furono uniti i comuni di Longuria, Longurietta e Bazzana. Nel 1863 prese il nome di Vairano Pavese. Nel 1872 il comune venne soppresso e unito a Vidigulfo.

### Simboli
Lo stemma è stato concesso con regio decreto del 6 maggio 1940 e si ispira al blasone della famiglia Landriani.
Il gonfalone, concesso con D.P.R. del 5 ottobre 1974, è un drappo di azzurro.

## Monumenti e luoghi d'interesse

### Architetture religiose
La Chiesa della Natività di Maria è sede di una antica parrocchia di grande importanza nella storia della diocesi di Pavia.

### Architetture civili e militari
- Castello dei Landriani,[8] edificio con impianto a "U" costruito nel XIV secolo a partire dai resti di una precedente fortificazione anteriore di tre secoli. Esternamente, spicca l'arco a sesto acuto realizzato nella torre d'ingresso, la cui volta ospita affreschi databili al XV secolo.[4]

## Società

### Evoluzione demografica
Il comune che fin'oltre gli anni '70 dello scorso secolo aveva avuto un forte decremento demografico, per buona parte dovuto a emigrazioni, nell'ultimo ventennio è andato ripopolandosi quasi raddoppiando i suoi abitanti, passando dai 3 200 del 1990 ai 5 800 attuali.

Comune di Vidigulfo precedente l'ampliamento del 1872
- 119 nel 1751 senza Pontelungo
- 1 325 nel 1853
- 1 553 nel 1859
- 1 747 nel 1861
- 1 758 nel 1871

Abitanti censiti